# Terzett C-Dur op. 74 (Dvořák)
Das Terzett C-Dur für 2 Violinen und Viola op. 74 schrieb Antonín Dvořák zwischen dem 7. und dem 14. Januar 1887 in Prag. 
Es war, wie auch das Terzett B-Dur, für einen kleinen Kreis von Hausmusikenthusiasten bestimmt. Die technischen Anforderungen überschritten jedoch die Grenzen der ursprünglichen Absicht.
Das Werk wurde am 30. März 1887 bei einem Kammermusik-Konzert der Künstlervereinigung Umělecká beseda in Prag von Karel Ondříček, Jan Buchal und Jaroslav Šťastný uraufgeführt. 
Erschienen ist es bei Simrock in Berlin im Jahr 1887.
Eine Aufführung des Werks dauert in der Regel ca. 22 Minuten.

## Satzbeschreibungen

### 1. Satz:Introduzione, Allegro ma non troppo
4/4-Takt, Tonart: C-Dur
Der erste Satz ist als Einleitung zum langsamen zweiten Satz gedacht. Es handelt sich um ein dreiteiliges Gebilde, in welchem dem ruhigen Thema der Eckteile ein rhythmisch-energischer Gedanke im Mittelteil entgegengestellt wird.

### 2. Satz: Larghetto
3/4-Takt, Tonart: E-Dur
Auch der zweite Satz folgt einer dreiteiligen Gliederung, die Ausrichtung der Themen ist ebenfalls ähnlich. Das erste Thema bewegt sich über einer ruhigen Achtel-Begleitung. Im zweiten Thema hingegen erzeugt ein kanonisch-imitierter Gedanke das Gefühl von Bewegung, welches sich jedoch beim Wiedereintritt des ersten Themas verfliegt und dann in Verträumtheit mündet.

### 3. Satz:Scherzo, Vivace
3/4-Takt, Tonart: a-Moll
Der dritte Satz behält den formalen Charakter des klassischen Scherzos bei. Es lässt sich eine seelische Verbundenheit mit Schubert erkennen. Die Eckteile sind lebhaft gestaltet. Im Gegensatz dazu lebt der Mittelteil von Wärme und melodischem Liebreiz, was durch charakteristische Modulationsrückung erreicht wird.

### 4. Satz:Tema con variazioni.Poco Adagio
2/4-Takt, Tonart: C-Dur
Der vierte Satz verarbeitet ein Thema in zehn sich anschließenden Variationen. Sie stützen sich im Wesentlichen auf die Grundharmonik, die Verarbeitung und der Verlauf ist abwechselnd in schnellem und ruhigem Zeitmaß gehalten, was allen Variationen etwas Bezeichnendes, Kontrapunktierendes, geradezu Meisterhaftes verleiht.